# Trogon cannelle
Harpactes orrhophaeus
Espèce
Statut de conservation UICN

 VU A2c+3c+4c : Vulnérable
Le Trogon cannelle (Harpactes orrhophaeus) est une espèce d'oiseaux de la famille des Trogonidae.

## Répartition
Cet oiseau est réparti à travers la péninsule Malaise et les îles de Sumatra et Bornéo.

## Taxinomie

### Sous-espèces
D'après le Congrès ornithologique international, cette espèce est constituée des deux sous-espèces suivantes :
- H. o. orrhophaeus  (Cabanis & Heine, 1863) : péninsule Malaise et Sumatra ;
- H. o. vidua  Ogilvie-Grant, 1892 	: Bornéo.